# Vahit Kirişci

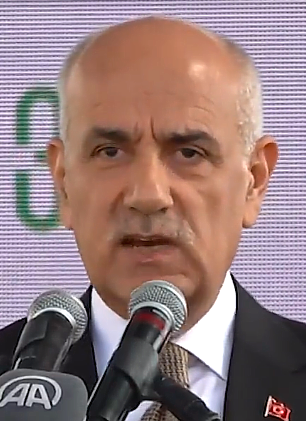
Vahit Kirişci, 2022

Vahit Kirişci (* 1. Dezember 1960 in Kahramanmaraş) ist ein türkischer Landwirtschaftsingenieur, Hochschulprofessor und Politiker der AKP.
Vahit Kirişci absolvierte die Landwirtschaftliche Fakultät der Çukurova Üniversitesi. Seine Dissertation schrieb er an der Cranfield University. Danach arbeitete er im Ministerium für Landwirtschaft und Dorfangelegenheiten. 1995 wurde Kirişci Dozent und 2001 Professor. Er arbeitete als Hochschulprofessor an der Çukurova Üniversitesi. In der 22. Legislaturperiode der Großen Nationalversammlung der Türkei war er Abgeordneter der Provinz Adana. Des Weiteren war Vahit Kirişci in derselben Legislaturperiode Vorsitzender der parlamentarischen Kommission für Landwirtschaft und Dorfangelegenheiten. In der 23. Legislaturperiode bekleidete er dieselben Ämter.
Vahit Kirişci spricht Englisch, ist verheiratet und Vater von drei Kindern.